# برتی کر
برتی کر (انگلیسی: Bertie Kerr; ۱۹ اکتبر ۱۸۹۶ – ۲۳ نوامبر ۱۹۷۳) بازیکن فوتبال اهل جمهوری ایرلند بود.
از باشگاه‌هایی که در آن بازی کرده‌است می‌توان به باشگاه فوتبال بوهمیان اشاره کرد.
وی همچنین در تیم ملی فوتبال جمهوری ایرلند بازی کرده‌است.